# CJ엔터테인먼트
씨제이엔터테인먼트 주식회사(영어: CJ Entertainment)는 대한민국의 영화 제작 및 배급, 공연 기획사이다.
본사는 서울 마포구 상암동 1606번지 17층에 위치에 있으며 한국영화 주요 작품으로는 공동경비구역 JSA, 두사부일체, 복수는 나의 것, 살인의 추억, 동갑내기 과외하기, 스캔들: 조선남녀상열지사, 말죽거리 잔혹사, 내 머리 속의 지우개, 달콤한 인생, 친절한 금자씨, 너는 내 운명, 타짜, 그놈 목소리, 화려한 휴가, 좋은 놈, 나쁜 놈, 이상한 놈, 마더, 해운대, 아저씨, 써니, 도가니, 완득이, 댄싱퀸, 연가시, 광해, 왕이 된 남자, 타워, 베를린, 설국열차, 수상한 그녀, 명량, 국제시장, 장수상회, 베테랑, 히말라야, 좋아해줘, 아가씨, 인천상륙작전, 마스터, 공조, 1987, 그것만이 내 세상, 공작, 국가부도의 날, 극한직업, 기생충, 엑시트, 백두산 등 이 있다.

## 역사
1995년, 제일제당 멀티미디어 사업부로 시작한 CJ엔터테인먼트는 영화 제작 회사인 제이콤을 설립하여 영화산업 진출을 선언했으며, 당시 갓 출범한 미국의 영화사인 드림웍스가 제작한 작품의 대한민국 내 배급권을 획득하였다.
1996년, 제일제당 엔터테인먼트 사업부로 이름을 바꾼후 본격적으로 영화 수입/배급사업을 시작하였다.
1997년 8월 1일, 본 회사(제일제당 CJ 엔터테인먼트)가 설립되었고, 2000년, 독립적인 기업으로 재출범했다. 2004년 공연 제작사업을 시작하였다.
2006년 1월 9일, 씨제이엔터테인먼트 이사회가 영화사업부문을 분리하여 씨제이엔터테인먼트 주식회사를 신설하고, 기존 씨제이엔터테인먼트는 투자사업부문만 존속시킨 뒤 씨제이이에치(주)(CJEH)로 상호 변경 후 씨제이(주)에 합병하기로 결의하였다. 2006년 4월 10일 씨제이엔터테인먼트 주식회사가 신규 설립되었으며 씨제이에치는 씨제이(주)에 피흡수합병된 후 폐업하였다.
바이어컴이 드림웍스를 인수하고, 동시에 유니버설 픽처스(NBC 유니버설 산하)와 파라마운트 픽처스(바이어컴 산하)가 대한민국 등의 주요 영화 시장에서는 합작사인 UIP를 거치지 않기로 하였다. 이에 따라 2006년에는 파라마운트 픽처스가 제작·배급한 작품의 대한민국 내 배급권을 획득하였다. 이 계약은 2007년 2월부터 적용되었다. (한편 유니버설 픽처스는 UIP의 대한민국 지사였던 유나이티드인터내쇼날픽쳐즈 유한회사를 인수하여 유니버설픽쳐스인터내셔널코리아 유한회사로 재편하였다.) 파라마운트 작품의 대한민국 내 배급권은 이후 2015년에 롯데엔터테인먼트로 넘어갔다.
이후 2021년 1월 4일, CJENM 10주년 기념 사업 개편 및 CI 변경으로, E&M부문을 엔터테인먼트부문으로 바뀜에 따라, CJ 엔터테인먼트는 이날부로 CJ ENM으로 흡수되어 상호명이 바뀌었다.

## 같이 보기

### 제작사
- JK필름